# Autódromo de Grobnik
O Autódromo de Grobnik é um autódromo localizado em Čavle na Croácia, recebeu o Grande Prêmio da Iugoslávia de MotoGP entre os anos de 1978 a 1990.